# 趙範 (隆慶進士)
趙範（1543年—1617年），字範之，號鸿台，福建漳州府漳浦縣人，民籍，明朝政治人物。

## 生平
隆慶元年（1567年）丁卯科福建鄉試第四十五名舉人，五年（1571年）中式辛未科會試第一百八名，二甲第三十八名進士。户部觀政，授任無為州知州，萬曆二年（1574年）丁父憂歸。萬曆六年（1578年）复除磁州知州，八年升戶部员外郎，代州管粮，十三年升貴州清吏司郎中，萬曆十五年（1587年）八月升浙江按察使司副使、整飭溫處二府兵備兼分巡。十七年丁母憂，二十年致仕。

## 家族
曾祖趙均；祖父趙克鈍；父趙叔寬，號南田；前母蘇氏；母黃氏。具慶下。弟趙梐之。妻戴氏、楊氏。子趙公瑞；孫趙彥永。